# St. Johannes Nepomuk (Weiswampach)

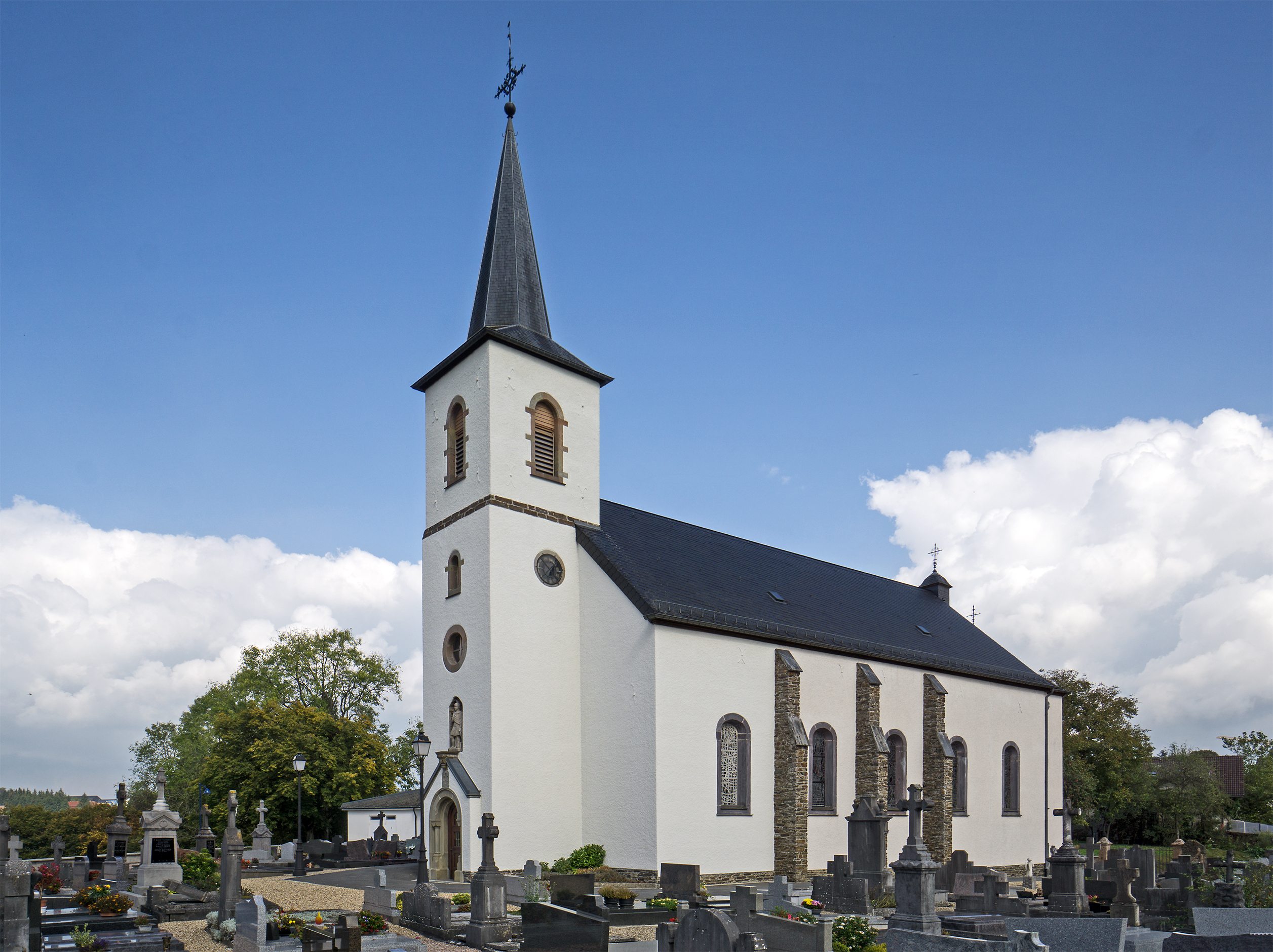
St. Johannes Nepomuk

St. Johannes Nepomuk in Weiswampach im Großherzogtum Luxemburg ist eine römisch-katholische Kirche. Die Pfarrei Weiswampach gehört zum Dekanat Nord des Erzbistums Luxemburg.

## Geschichte
Nachdem die alte Kirche baufällig geworden war und abgerissen wurde, errichtete der Architekt Jakob Reisdorf zwischen 1734 und 1736 die heutige Kirche auf einem massiven Felsen. Sie wurde 1744 geweiht. 1870 wurden ein neuer Chor und eine Sakristei angebaut, 1880 ein Turm.

## Orgel
Die Orgel stammt aus dem Jahr 1975 und wurde von der Orgelbau Trier, Sebald/Oehms (opus 175) gebaut. Im Jahr 2004 wurde die Orgel von dem Unternehmen Hugo Mayer restauriert.
| I Hauptwerk C–g3 |       |
| Principal        | 8′    |
| Holzgedackt      | 8′    |
| Octave           | 4′    |
| Blockflöte       | 2′    |
| Mixtur IV        | 1 ⁄3′ |
| Trompete         | 8′    |

| II Brustwerk C–g3 |        |
| Rohrflöte         | 8′     |
| Gemshorn          | 4′     |
| Quinte            | 2 ⁄3′  |
| Prestant          | 2′     |
| Terz              | 1 3⁄5′ |
| Cymbel II         | 2⁄3′   |
| Tremulant         |        |

| Pedal C–f1  |     |
| Subbass     | 16′ |
| Offenbass   | 08′ |
| Bleigedackt | 04′ |
| Dulcian     | 16′ |

- Koppeln: II/I, I/P, II/P